# Elaine Costa
Elaine Carvalho Costa (Niterói, 12 de maio de 1959), é uma professora, funcionária pública e política brasileira. De fevereiro de 2003 a fevereiro de 2007, foi Deputada Federal pelo estado do Rio de Janeiro.
Costa estudou Economia na Faculdade do Centro Educacional de Niterói (Facen), mas não se formou. Entre 1989 a 1994, foi chefe de gabinete da Câmara Municipal de São Gonçalo e, de 1996 a 2000, desempenhou a mesma função na Assembleia Legislativa do Rio de Janeiro. Casou-se com Henry Charles Armon Calvert e, durante seu governo em São Gonçalo, foi sua chefe de gabinete.
Na eleição de 2002, Costa elegeu-se Deputada Federal pelo Partido Democrático Trabalhista (PDT). Ao longo de seu mandato, integrou outros três partidos: Partido da Social Democracia Brasileira (PSDB), Partido do Movimento Democrático Brasileiro (PMDB) e Partido Trabalhista Brasileiro (PTB), sendo sua Vice-Líder na Câmara dos Deputados entre 2005 e 2006.
Em 2006, Costa foi uma das acusadas de receber propina no âmbito do Escândalo dos Sanguessugas. Concorreu à reeleição em naquele ano, mas não obteve êxito. Em 2008, foi nomeada Secretária de Turismo do município de Tanguá.